# Catalpa speciosa
Catalpa especiosa, la catalpa occidental o catalpa norteña, es una especie de Catalpa, perteneciente a la familia de las bignoniáceas nativa del mediooeste de EE. UU. En Arkansas, Illinois, Indiana, Misuri, Kentucky, y Tennessee.

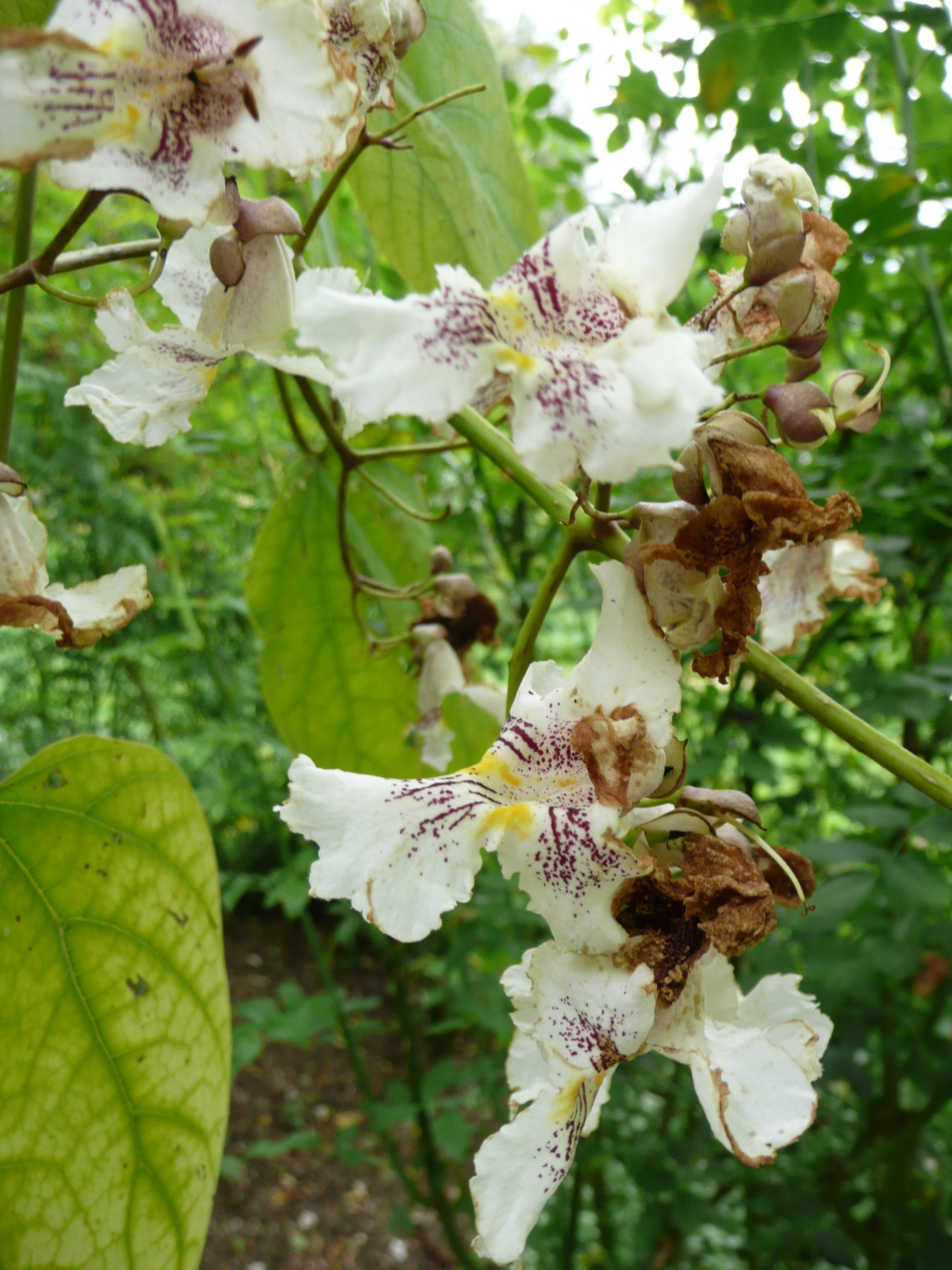
Flores

## Descripción
Es un árbol mediano caduco de 15 a 20 m, con un tronco de más de 1 m de diámetro de corteza parda a gris. Las hojas son grandes, acorazonadas, de 2 a 3 dm de longitud y 1,5 a 2 dm de ancho. Las flores son de 3 a 6 cm, atrompeteadas, blancas con manchitas amarillas y puntos púrpuras adentro; en panículas de 10 a 30.
El fruto es una vaina larga, fina, parecida a una legumbre, de 2 a 4 dm de long. y 10 a 12 mm de diámetro; permaneciendo en el árbol durante el invierno. La vaina contiene numerosas semillas pardo claras con dos alas muy finas.
Está emparentada con Catalpa sureña, y se distingue por las panículas florales, con menos número de más grandes flores.

### Cultivo y usos
Es ampliamente usada como ornamental. Prefiere suelo húmedo y pleno sol pero es capaz de vivir en cualquier lugar del mundo.
La madera es dura, y no fácil de tallar; se la usa para postes y durmiente de FFCC.

## Taxonomía
Catalpa speciosa fue descrita por (Warder) Warder ex Engelm.  y publicado en Botanical Gazette 5(1): 1–3. 1880.
Etimología
Ver: Catalpa
speciosa: epíteto latino que significa "agradable, hermoso".
Sinonimia
- Catalpa bignonioides var. speciosa Warder ex Barney
- Catalpa cordifolia J.St.-Hil.[4][5]